# Rio Mundaú (Ceará)

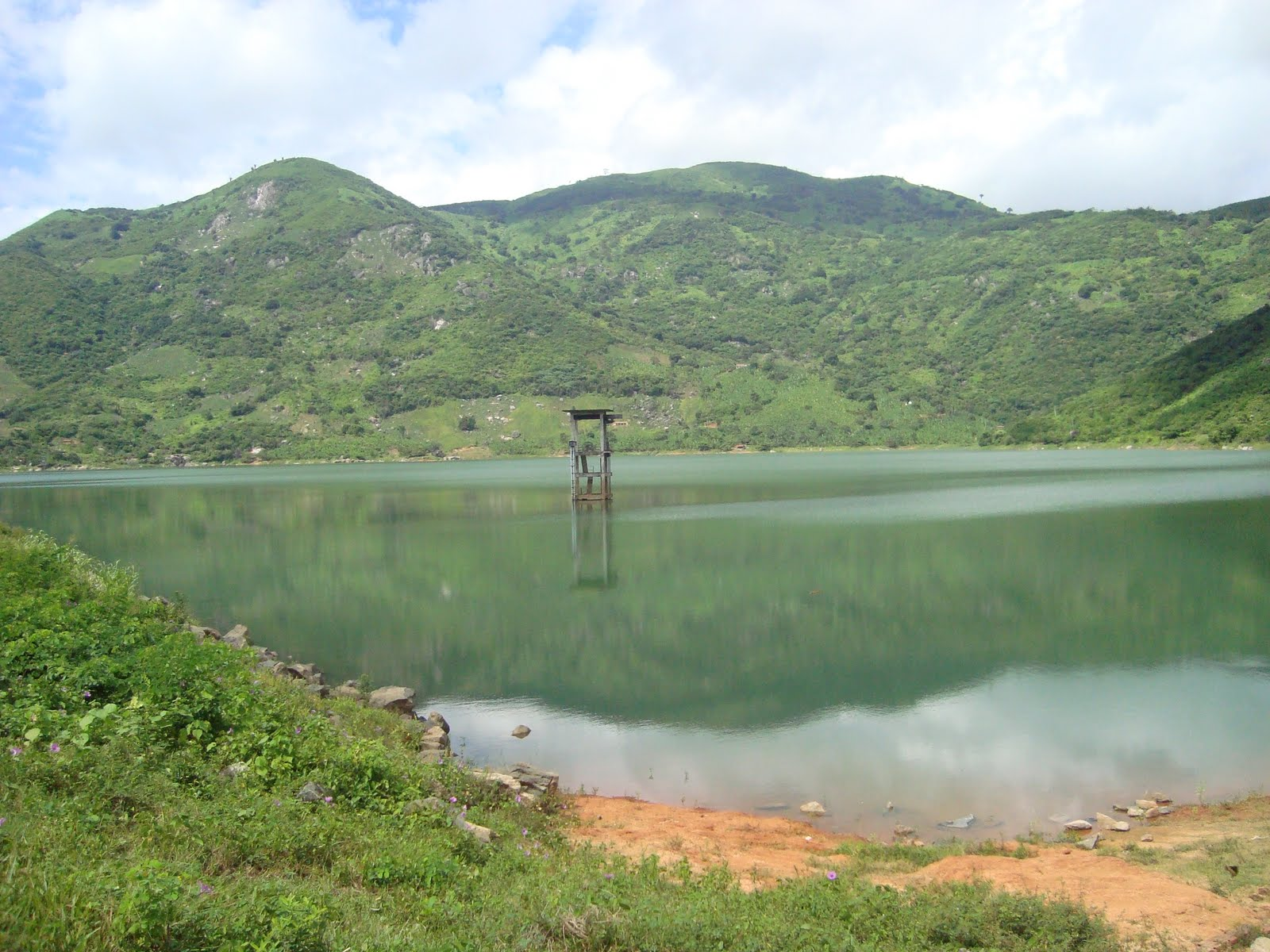
O Açude Mundaú, localizado em Uruburetama, é um das barragens existentes no curso do Rio Mundaú

O rio Mundaú é um curso d'água que banha o estado do Ceará.
Nasce na serra de Uruburetama em Itapipoca e banha mais três municípios: Uruburetama, Tururu e Trairi, onde está sua foz na fronteira com Itapipoca.

## Etimologia
"Mundaú" é um termo da língua tupi e significa rio dos ladrões, ou bebedouro dos ladrões.

## Condições pluviométricas
Está totalmente inserido em uma região semiárida, ou seja, é um rio temporário, que embora seja perenizado a partir do Açude Mundaú localizado no município de Uruburetama, está sujeito às variações pluviométricas típicas da região, que é marcada por um período chuvoso que vai de janeiro a maio e um período seco que vai de junho a dezembro. [carece de fontes?]

## Área de Proteção Ambiental do Estuário do Rio Mundaú
A APA do Estuário do Rio Mundaú, unidade de conservação de uso sustentável, foi criada por meio do Decreto Estadual N.º 24.414, de 29 de março de 1999, e abrange uma área de 1.596,37 hectares. Está localizado na foz do Rio Mundaú, que é a divisa natural entre os Municípios de Trairi e Itapipoca. O Estuário é um local de reconhecida beleza cênica, onde começa que tem como vegetação predominante o manguezal, além de campos de dunas.